# Orgelbau Felsberg
Die Orgelbau Felsberg AG wurde 1968 in Felsberg/Graubünden als Tochtergesellschaft der Metzler Orgelbau gegründet. Deren Geschäftsführer Richard Freytag (geb. 1943) erwarb 1971 diese Gesellschaft. 1998 trat sein Sohn Michael Freytag (geb. 1969) die Geschäftsleitung an. Dabei handelt es sich um ein Unternehmen im Orgelbau.

## Werkliste (Auswahl)
| Jahr | Ort                     | Gebäude                     | Bild | Manuale | Register | Bemerkungen                                                      |
| ---- | ----------------------- | --------------------------- | ---- | ------- | -------- | ---------------------------------------------------------------- |
| 1968 | Falera (CH)             | Herz-Jesu-Kirche            |      | I/P     | 10       | 2008 erweitert II/16 → Orgel                                     |
| 1969 | Versam                  | Reformierte Kirche          |      | I/P     | 9        | Restaurierung der Kayser-Orgel von 1789 → Orgel                  |
| 1970 | Fürstenau               | Reformierte Kirche          |      | I/P     | 7        | → Orgel                                                          |
| 1971 | Zürich-Schwamendingen   | St. Gallus                  |      | I/P     | 6        | Orgel in der Krypta                                              |
| 1972 | Muntogna da Schons      | Reformierte Kirche Donat GR |      | I       | 5        | → Orgel                                                          |
| 1975 | Valendas                | Reformierte Kirche          |      | I/P     | 9        | Restaurierung der Orgel von 1737 → Orgel                         |
| 1975 | Cazis                   | Steinkirche                 |      | I       | 4        | Truhenorgel → Orgel                                              |
| 1975 | Zillis                  | St. Martin                  |      | I/P     | 9        | → Orgel                                                          |
| 1975 | Gachnang                | Reformierte Kirche          |      | II/P    |          |                                                                  |
| 1977 | Feldis                  | Reformierte Kirche          |      | I       | 3        | → Orgel                                                          |
| 1977 | Maladers                | Reformierte Kirche          |      | I       | 6        | Restaurierung einer historischen Orgel → Orgel                   |
| 1978 | Geroldswil              | St. Johannes                |      | II/P    | 13 (12)  |                                                                  |
| 1978 | Safien-Neukirch         | Reformierte Kirche          |      | I/P     | 6        | → Orgel                                                          |
| 1979 | Colmar                  | Martinsmünster              |      | III/P   | 48       | [ 1 ]                                                            |
| 1980 | Zillis                  | Kirchgemeindehaus           |      | I       | 4        | → Orgel                                                          |
| 1982 | Rüti                    | Reformierte Kirche          |      | I/P     | 6        | → Orgel                                                          |
| 1986 | La Punt Chamues-ch      | Reformierte Kirche          |      | II/P    | 8        |                                                                  |
| 1987 | Lüen                    | Reformierte Kirche          |      | I       | 4        | 2020 aus Malans nach Lüen verschenkt → Orgel                     |
| 1987 | Matzingen               | St. Josef                   |      | II/P    | 8        |                                                                  |
| 1987 | St. Peter GR            | Reformierte Kirche          |      | I/P     | 7        | Restaurierung der Orgel von 1782 → Orgel                         |
| 1988 | St. Gallen              | Kirche St. Mangen           |      | III/P   | 31       |                                                                  |
| 1993 | Wolkenstein in Gröden   | Mariä Himmelfahrt           |      | II/P    | 20       |                                                                  |
| 1993 | Oberbozen               | Pfarrkirche                 |      | II/P    | 19       |                                                                  |
| 1994 | Reschen am See          | St. Sebastian               |      | II/P    | 20       |                                                                  |
| 1996 | Wartau                  | Reformierte Kirche          |      | II/P    | 16       | Restaurierung der Orgel von Max Klingler aus 1891                |
| 1999 | Eferding                | Ev. Pfarrkirche             |      | II/P    | 18       | Neubau                                                           |
| 1999 | München-Neuperlach      | St. Maximilian Kolbe        |      | II/P    | 19       | [ 2 ]                                                            |
| 2000 | Béthune (Frankreich)    | Église Saint-Vaast          |      | III/P   | 44       | [ 3 ]                                                            |
| 2003 | Horn (Niederösterreich) | St. Georg                   |      | III/P   | 31       | Gehäuse aus 1806 von Johann Pfliegler (Sohn von Anton Pfliegler) |
| 2003 | Graz                    | Mariahilferkirche           |      | I/P     | 10       | Chororgel mit gläsernem Orgelunterteil                           |
| 2003 | Strobl                  | Pfarrkirche                 |      | II/P    | 19       | [ 4 ]                                                            |
| 2004 | Neuperlach              | St. Maximilian Kolbe        |      | I       | 6        |                                                                  |
| 2008 | Casti                   | Reformierte Kirche          |      | I       | 5        | → Orgel                                                          |